# Parafia św. Józefa Rzemieślnika w Nowej Soli
Parafia św. Józefa Rzemieślnika w Nowej Soli – jedna z czterech parafii rzymskokatolickich w mieście Nowa Sól, należąca do dekanatu Nowa Sól diecezji zielonogórsko-gorzowskiej, metropolii szczecińsko-kamieńskiej w Polsce, erygowana w 1984.